# Свенцянские гряды
Свенцянские гряды (бел. Свянцянскія грады), также Швянчёнская (Свенцянская) возвышенность (лит. Švenčionių aukštuma) — система моренных гряд на северо-западе Минской и юго-западе Витебской областей Беларуси, а также на востоке Литвы. Гряды образовались в результате переотложения горных пород водами тающего ледника.
Возвышенность имеет протяжённость с запада на восток 120—130 км, с севера на юг — 35—45 км, площадь 2,7 тыс. км². Высочайшая точка расположена к северу от деревни Камаи Поставского района (Камайская гора, 228 м над уровнем моря). Свенцянские гряды соседствуют с Ушачско-Лепельской возвышенностью и Полоцкой, Верхнеберезинской и Нарочано-Вилейской низменностями. На возвышенности много озёр (Мядель, Должа, Шо, самое глубокое озеро страны Долгое (53,7 м)), гряды являются водоразделом рек Западная Двина (северные склоны — истоки рек Мяделка, Голбица, Берёзовка, Мнюта) и Неман (на южных склонах — Страча, Сервач).
Под сельское хозяйство занято около 40 % территории, лесами — около 25 %, в основном мелколиственные и хвойные. На грядах добывается глина, песок, торф. Часть возвышенности занимает национальный парк «Нарочанский», расположены гидрозаказники «Долгое» и «Белое».